# Théâtre des Béliers parisiens
Le théâtre des Béliers parisiens est un théâtre privé, situé dans le 18e arrondissement de Paris, 14 bis rue Sainte-Isaure.

## Histoire
Anciennement baptisé en juin 2000 « Sudden Theatre » lors de son rachat par l'acteur et metteur en scène Raymond Acquaviva, le théâtre a été ouvert sous son état actuel en septembre 2012 après d'importants travaux de restructuration, et est dirigé par David Roussel, Arthur Jugnot, Frédéric Thibault et Florent Bruneau. Laurence Lutz est depuis avril 2015 administratrice du théâtre.
Le théâtre des Béliers a accueilli en 2018-2019 la pièce écrite et mise en scène par Melody Mourey Les crapauds fous, nommée trois fois aux Molières 2019.